# Ел Афдал ибн Салах ад Дин
Ел Афдал ибн Салах ад Дин (око 1169 — 1225) био је један од седамнаест синова Саладина. Наследио је свога оца као други емир Дамаска 1193. године. Предводио је Ајубиде у бици код Кресовог врела.

## Биографија
Саладин умире 1193. године. Ел Афдал је наследио Дамаск, али не и остатак територија свога оца; Египат је наследио Ел Азиз, а Алепо Ел Захир. Био је веома везан за свога стрица Ел Адила I. Ел Афдалова браћа 1206. године склапају савез и нападају Дамаск. Ел Афдал је протеран у Салкад. Не постоје записи о његовој смрти, али се претпоставља да је умро око 1225. године.